# حادث سامون براكان الإشعاعي
حادث سامون براكان الإشعاعي هو حادث إشعاعي وَقَعَ في مقاطعة ساموت براكان، في تايلاند في تشرين الآخر وشباط عام 2000. ووقع الحادث عندما أُخِذَ مصدر إشعاعي وهو نظير الكوبالت 60 والذي كان غير مرخص للتخزين بشكل آمن، حيث أخذه جامعو الخردة، جنبًا إلى جنب مع عاملي الخردة، والذين قاموا بتفكيكها لاحقًا، ما أدى إلى انبعاث إشعاع مؤين. وخلال الأسابيع التالية، بدأَت تظهر أعراض متقدمة بسبب الإشعاع. وعندها قام الأطباء بتبليغ مكتب للطاقة الذرية من أجل السلام، والهيئة التنظيمية النووية في تايلاند، وذلك عند اشتباههم بالإصابة بالإشعاع، وبعد سبعة عشر يومًا من التعرض للإشعاع في المنطقة. أرسل مكتب للطاقة الذرية من أجل السلام فريق الاستجابة للطوارئ لتحديد مكان ومُحتوى الإشعاع، والذي قُدِّرَ بأن يكون نشاطه 15.7 تيرابكريل (420 كوري). ووجدَت التحقيقات أن السبب الرئيس للحادث كان بسبب أن المصدر المُشع غير مُهيَّأ للتخزين الآمن، مما أسفَرَ عن نقل عشرة أشخاص إلى المستشفى بسبب الإصابة بالإشعاع، حيث لقى ثلاثة منهم حتفهم، وكذلك التعرض الإشعاعي المحتمل والكبير لـ1872 شخصًا.